# Beechcraft
La Beechcraft Corporation è un'azienda aeronautica per l'aviazione civile e militare, produttrice di aeromobili monomotori e bimotori per il trasporto e il settore militare.

## Storia
La compagnia aeronautica Beech fu fondata a Wichita, Kansas, nel 1932 da Walter Herschel Beech e da sua moglie Olive Ann Beech.
La Beechcraft diventa un'azienda autonoma nel febbraio 2013 dopo essere stata una divisione della Raytheon dal 1980, e poi una sezione della Hawker Beechcraft dopo il 2006. Nel dicembre 2013, la Textron annuncia di essere sul punto di acquisire la Beechcraft.
Dal marzo 2014 è del marchio della Textron Aviation.

## Prodotti

### Civili
- Beechcraft Model 16
- Beechcraft Model 17 Staggerwing
- Beechcraft Model 18 Twin Beech
- Beechcraft Model 19 Sport
- Beechcraft Model 23 Musketeer
- Beechcraft Model 24 Sierra
- Beechcraft Model 34 Twin-Quad
- Model 33 Debonair
- Model 35 Bonanza
- Model 36 Bonanza
- Model 39P Lightning
- Beechcraft Model 40
- Model 50 Twin Bonanza
- Models 55, 56 and 58 Baron
- Model 60 Duke

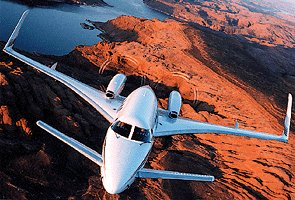
Beechcraft Model 2000 Starship

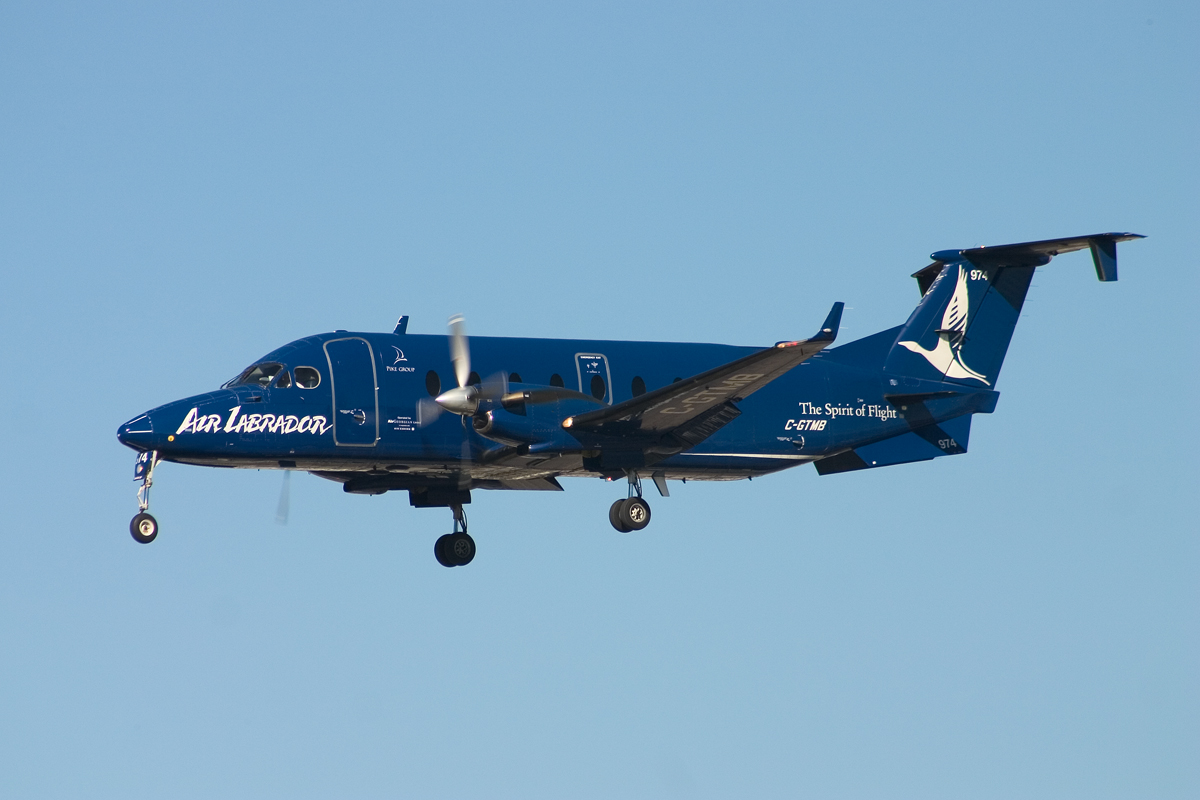
Beechcraft 1900D.

- Models 65, 70, 80 and 88 Queen Air
- Model 76 Duchess
- Model 77 Skipper
- Models 90 and 100 King Air
- Models 200 and 300 (Super) King Air
- Model 95 Travel Air
- Model 99 Airliner
- Model 390 Premier
- Model 400 Beechjet
- Model 1900 Airliner
- Model 2000 Starship
- Beechcraft Denali

### Militari
- Beechcraft UC-43 Traveler

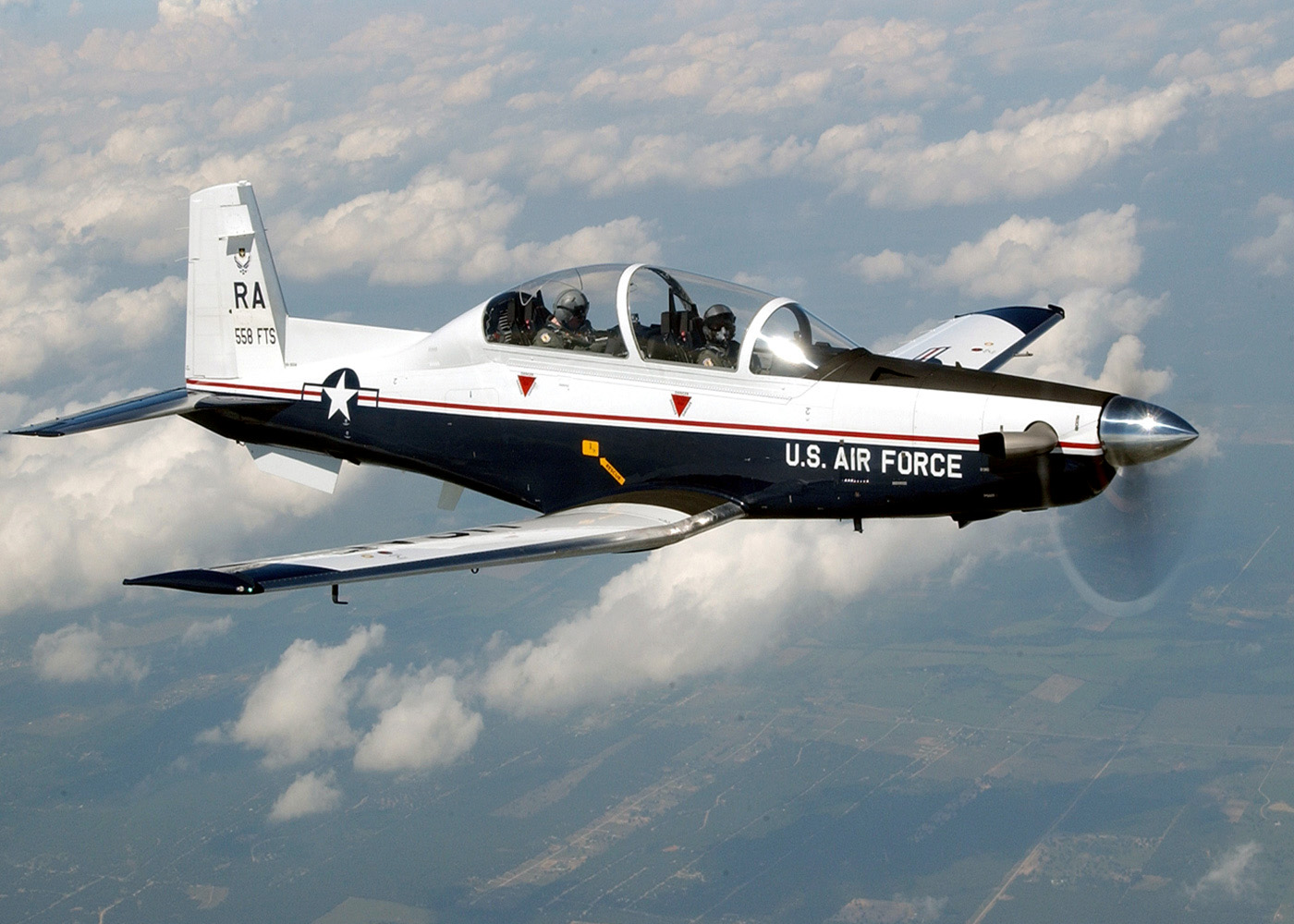
T-6 Texan II

- Beechcraft AT-7 Navigator/C-45/UC-45/CT-128 Expeditor
- Beechcraft AT-11 Kansan
- Beechcraft CT-134 Musketeer
- Beechcraft AT-10 Wichita
- Beechcraft XA-38 Grizzly
- Beechcraft T-34 Mentor & T-34C Turbine Mentor
- Beechcraft XT-36
- Beechcraft L-23, U-8A through U-8E Seminole
- Beechcraft T-42 Cochise
- Beechcraft Model 73 Jet Mentor
- C-6 Ute/U-21 Ute
- Beechcraft U-8F (or later) Seminole
- Beechcraft C-12 Huron/RC-12 Guardrail/CT-145 Super King Air
- Beechcraft T-1A Jayhawk
- Beechcraft T-6 Texan II/CT-156 Harvard II